# Oligocottus snyderi
Oligocottus snyderi és una espècie de peix pertanyent a la família dels còtids
present al Pacífic oriental: des de Sitka (sud-est d'Alaska) fins a Río Socorro (nord de la Baixa Califòrnia, Mèxic).
És un peix marí, demersal i de clima subtropical.
Mesura 8,9 cm de llargària màxima i té l'aleta caudal arrodonida.
La seua esperança de vida és de 3 anys.
És inofensiu per als humans i capaç de respirar aire quan és fora de l'aigua.